# قرار مجلس الأمن التابع للأمم المتحدة رقم 425
في أعقاب العملية الفدائية الفلسطينية بقيادة دلال المغربي يوم 11 مارس 1978 على حافلتين إسرائيليتين قرب تل ابيب مما أسفر عن مقتل 37 إسرائيليا وجرح 76، دخلت القوات الإسرائيلية إلى جنوب لبنان بحجة ازالة قواعد منظمة التحرير الفلسطينية ومناطق انطلاقها جنوب نهر الليطاني. وعندما بدأت عملية الليطاني، شرعت الولايات المتحدة بالبحث عن صيغة لارسال قوة حفظ سلام تابعة للامم المتحدة إلى المنطقة التي استولت عليها إسرائيل، وذلك لأحداث انسحاب إسرائيلي واقامة منطقة عازلة خالية من الفدائيين في جنوب لبنان. ونتيجة لهذه الجهود، اجتمع مجلس الامن الدولي وقرر تبني القرار رقم 425 الذي دعا إسرائيل إلى الانسحاب، وإلى إقامة قوة مؤقتة تابعة للامم المتحدة في لبنان (يونيفل)

## نص القرار
إن مجلس الأمن،
بعد أن اطلع على رسالتي مندوب لبنان الدائم (س/12600 وس/12606) وعلى رسالة مندوب إسرائيل الدائم (س/ 12607)،
وبعد أن استمع إلى بياني المندوبين الدائمين للبنان ولإسرائيل،
وجراء قلقه الشديد من تدهور الوضع في الشرق الأوسط، ومما قد يكون لذلك من عواقب على الحفاظ على السلام الدولي،
ولاقتناعه بأن الوضع الراهن يعرقل احراز سلام عادل في الشرق الأوسط،
- 1. يدعو إلى الاحترام التام لسلامة لبنان الإقليمية وسيادته واستقلاله السياسي ضمن حدوده المعترف بها دوليا؛
- 2. ويناشد إسرائيل أن توقف فورا عملها العسكري ضد السلامة الإقليمية للبنان وأن تسحب على الفور قواتها من جميع الأراضي اللبنانية؛
- 3. ويقرر، في ضوء طلب الحكومة اللبنانية، تشكيل قوة مؤقتة تابعة للامم المتحدة في الحال، تخضع لسيطرتها، لتعمل في جنوب لبنان بقصد التحقق من انسحاب القوات الإسرائيلية، وإعادة السلام والأمن الدوليين، ومساعدة حكومة لبنان على تأمين عودة سلطتها الفاعلة إلى المنطقة، على ان يتم تشكيل القوة الدولية من أفراد من دول أعضاء في الأمم المتحدة.
- 4. ويطلب المجلس من السكرتير العام أن يقدم تقريرا إلى المجلس خلال 24 ساعة حول تطبيق هذا القرار.